# Bernes-sur-Oise
Bernes-sur-Oise – miejscowość i gmina we Francji, w regionie Île-de-France, w departamencie Dolina Oise.
Według danych na rok 1990 gminę zamieszkiwały 2434 osoby, a gęstość zaludnienia wynosiła 447 osób/km² (wśród 1287 gmin regionu Île-de-France Bernes-sur-Oise plasuje się na 443. miejscu pod względem liczby ludności, natomiast pod względem powierzchni na miejscu 646.).